# Liste der Stolpersteine in Lingen (Ems)
Die Liste der Stolpersteine in Lingen (Ems) enthält alle Stolpersteine, die im Rahmen des gleichnamigen Projekts von Gunter Demnig in Lingen (Ems) verlegt wurden. Mit ihnen soll an Opfer des Nationalsozialismus erinnert werden, die in Lingen (Ems) lebten und wirkten.

## Verlegte Stolpersteine
| Adresse                                           | Verlege- datum | Person, Inschrift | Bild                                                | Weitere Informationen |
| ------------------------------------------------- | -------------- | --- | --------------------------------------------------- | --- |
| Alte Rheiner Straße 2 ·                           | 13. Juni 2012  | Hier wohnte Max Frank Jg 1879 Flucht 1939 Belgien interniert Mechelen deportiert 1942 ermordet in Auschwitz                                                   | Stolperstein für Max Frank                          | |
| Alte Rheiner Straße 2 ·                           | 13. Juni 2012  | Hier wohnte Bernhardine Zadoks geb. Frank Jg 1881 interniert Westerbork deportiert 1943 Sobibor ermordet 23.4.1943                                            | Stolperstein für Bernhardine Zadoks geb. Frank      | |
| Alte Rheiner Straße 2 ·                           | 13. Juni 2012  | Hier wohnte Georgine de Wilde geb. Frank Jg 1883 interniert Westerbork deportiert 1943 Sobibor ermordet 23.4.1943                                             | Stolperstein für Georgine de Wilde geb. Frank       | |
| Burgstraße 49 ·                                   | 18. Sep. 2018  | Hier wohnte Johanna Mosesgeb. Os Jg 1878 deportiert 1942 Thresienstadt ermordet 20.7.1943                                                                     | Stolperstein für Johanna Moses geb. Os              | |
| Georgstraße 6 ·                                   | 13. Juni 2012  | Hier wohnte Hermann Silbermann Jg. 1856 gedemütigt / entrechtet Schicksal unbekannt                                                                           | Stolperstein für Hermann Silbermann                 | |
| Georgstraße 12 ·                                  | 13. Juni 2012  | Hier wohnte Gerda Grünberg Jg. 1920 deportiert 1941 Riga ermordet 1944 Stutthof                                                                               | Stolperstein für Gerda Grünberg                     | |
| Georgstraße 12 ·                                  | 13. Juni 2012  | Hier wohnte Bendix Grünberg Jg. 1888 deportiert 1941 Riga ermordet 1942                                                                                       | Stolperstein für Bendix Grünberg                    | |
| Georgstraße 12 ·                                  | 13. Juni 2012  | Hier wohnte Marianne Grünberg geb. Valk Jg. 1892 deportiert 1941 Riga ermordet 1944 Stutthof                                                                  | Stolperstein für Marianne Grünberg geb. Valk        | |
| Georgstraße 12 ·                                  | 24. März 2018  | Hier wohnte Rosette Groenberg Jg. Flucht 1934 Holland interniert Westerbork deportiert 1943 Sobibor ermordet 23.4.1943                                        | Stolperstein für Rosette Groenberg geb. Grünberg    | |
| Georgstraße 12 ·                                  | 24. März 2018  | Hier wohnte Elise de Jong geb. Groenberg Flucht 1934 Holland interniert Westerbork deportiert 1943 Sobibor ermordet 9.7.1943                                  | Stolperstein für Elise de Jong geb. Groenberg       | |
| Georgstraße 12 ·                                  | 24. März 2018  | Hier wohnte Bob de Jong Jg. 1908 interniert Westerbork deportiert 1943 Sobibor ermordet 9.7.1943                                                              | Stolperstein für Bob de Jong                        | |
| Georgstraße 12 ·                                  | 24. März 2018  | Hier wohnte Herman Nico de Jong Jg. 1941 interniert Westerbork deportiert 1943 Sobibor ermordet 9.7.1943                                                      | Stolperstein für Herman Nico de Jong                | |
| Georgstraße 38 ·                                  | 18. Sep. 2018  | Hier wohnte Andreas Os Jg. 1891 Flucht Holland interniert Westerbork deportiert 1944 Auschwitz befreit tot 31.1.1945                                          | Stolperstein für Andreas Os                         | |
| Georgstraße 38 ·                                  | 18. Sep. 2018  | Hier wohnte Julia Os Jg. 1877 Flucht Holland interniert Westerbork deportiert 1943 ermordet 19.11.1943 Auschwitz                                              | Stolperstein für Julia Os                           | |
| Georgstraße 57 ·                                  | 18. Sep. 2018  | Hier wohnte Johanna Lewald geb. Os Jg. 1873 deportiert 1942 Theresienstadt 1944 Auschwitz ermordet                                                            | Stolperstein für Johanna Lewald geb. Os             | |
| Große Straße 11 (früher Hindenburgstraße) ·       | 13. Juni 2012  | Hier wohnte Berta Zadick geb. Markreich Jg. 1890 Umzug Holland interniert Westerbork deportiert 1942 ermordet in Auschwitz                                    | Stolperstein für Berta Zadick geb. Markreich        | |
| Große Straße 11 (früher Hindenburgstraße) ·       | 13. Juni 2012  | Hier wohnte Erna Wurms geb. Markreich Jg. 1893 Umzug Holland interniert Westerbork deportiert 1942 ermordet in Auschwitz                                      | Stolperstein für Erna Wurms geb. Markreich          | |
| Große Straße 11 (früher Hindenburgstraße) ·       | 13. Juni 2012  | Hier wohnte Fredy Markreich Jg. 1898 Flucht 1939 Liberia tot 1944                                                                                             | Stolperstein für Fredy Markreich                    | |
| Gymnasialstraße 1, Lingen ·                       | 10. Nov. 2005  | Hier wohnte Hermann Hanauer Jg. 1888 Flucht 1934 Belgien deportiert 1943 Auschwitz ermordet 21.4.1943                                                         | Stolperstein für Hermann Hanauer                    | |
| Gymnasialstraße 1, Lingen ·                       | 10. Nov. 2005  | Hier wohnte Eduard Hanauer Jg. 1920 Flucht 1936 Belgien deportiert 1942 Auschwitz ermordet 17.8.1942                                                          | Stolperstein für Eduard Hanauer                     | |
| Gymnasialstraße 1, Lingen ·                       | 10. Nov. 2005  | Hier wohnte Elsa Hanauer geb. Salomon Jg. 1900 Flucht 1936 Belgien deportiert 1942 Auschwitz ermordet 2.8.1944                                                | Stolperstein für Elsa Hanauer, geb. Salomon         | |
| Gymnasialstraße 1, Lingen ·                       | 10. Nov. 2005  | Hier wohnte Günther Hanauer Jg. 1922 Flucht 1936 Belgien deportiert 1942 Auschwitz ermordet 17.8.1942                                                         | Stolperstein für Günther Hanauer                    | |
| Gymnasialstraße 1, Lingen ·                       | 10. Nov. 2005  | Hier wohnte Kurt Hanauer Jg. 1924 Flucht 1936 Belgien deportiert 1942 Auschwitz ermordet 17.8.1942                                                            | Stolperstein für Kurt Hanauer                       | |
| Gymnasialstraße 12 ·                              | 21. Apr. 2005  | Hier wohnte Henriette Flatow Jg. 1866 deportiert 1942 Theresienstadt ermordet 20.1.1943                                                                       | Stolperstein für Henriette Flatow                   | |
| Kaiserstraße 1 (früher 6) ·                       | 21. Apr. 2005  | Hier wohnte Wilhelm Heilbronn Jg. 1885 deportiert 1941 Riga ermordet 18.5.1942                                                                                | Stolperstein für Wilhelm Heilbronn                  | |
| Kaiserstraße 1 (früher 6) ·                       | 21. Apr. 2005  | Hier wohnte Caroline Heilbronn geb. Grünberg Jg. 1884 deportiert 1941 Riga ermordet 20.7.1944                                                                 | Stolperstein für Caroline Heilbronn geb. Grünberg   | |
| Konrad-Adenauer-Ring 2/6 (früher Lookenstr. 47) · | 21. Apr. 2005  | Hier wohnte Neumann Okunski Jg 1874 deportiert 1942 Izbica ermordet                                                                                           | Stolperstein für Neumann Okunski                    | |
| Konrad-Adenauer-Ring 2/6 (früher Lookenstr. 47) · | 21. Apr. 2005  | Hier wohnte Elisa Okunski geb. Frank Jg 1872 deportiert 1942 Izbica ermordet                                                                                  | Stolperstein für Elisa Okunski geb. Frank           | |
| Konrad-Adenauer-Ring 2/6 (früher Lookenstr. 47) · | 21. Apr. 2005  | Hier wohnte Caroline Okunski Jg 1905 deportiert 1943 ermordet 28.5.1943 Sobibor                                                                               | Stolperstein für Caroline Okunski                   | |
| Lindenstraße 45 ·                                 | 13. Dez. 2016  | Hier wohnte Ihno ten Brink Jg. 1932 Flucht 1936 Holland interniert Westerbork deportiert 1944 Theresienstadt ermordet 6.10.1944 Auschwitz                     | Stolperstein für Ihno ten Brink                     | |
| Lindenstraße 45 ·                                 | 13. Dez. 2016  | Hier wohnte Riekchen ten Brink geb. Windmüller Jg. 1896 Flucht 1936 Holland interniert Westerbork deportiert 1944 Theresienstadt ermordet 6.10.1944 Auschwitz | Stolperstein für Riekchen ten Brink geb. Windmüller | |
| Marienstraße 4 ·                                  | 21. Apr. 2005  | Hier wohnte Emma Wolff Jg 1878 deportiert 1943 Theresienstadt ermordet 11.7.1944 Auschwitz                                                                    | Stolperstein für Emma Wolff geb. Eisenstein         | |
| Marienstraße 8 ·                                  | 21. Apr. 2005  | Hier wohnte David Belner Jg 1900 ausgewiesen 1933 Polen ???                                                                                                   | Stolperstein für David Belner                       | |
| Schlachterstraße 12 ·                             | 21. Apr. 2005  | Hier wohnte Max Hanauer Jg. 1894 deportiert 1942 Theresienstadt ermordet 21.5.1944                                                                            | Stolperstein für Max Hanauer                        | |
| Schlachterstraße 12 ·                             | 21. Apr. 2005  | Hier wohnte Heinz Hanauer Jg. 1925 Flucht 1939 Holland deportiert Auschwitz ermordet 30.9.1942                                                                | Stolperstein für Heinz Hanauer                      | |
| Schlachterstraße 12 ·                             | 21. Apr. 2005  | Hier wohnte Johanne Hanauer geb. Magnus Jg. 1897 deportiert 1942 Theresienstadt ermordet 9.10.1944 Auschwitz                                                  | Stolperstein für Johanne Hanauer geb. Magnus        | |
| Schlachterstraße 12 ·                             | 13. Juni 2012  | Hier wohnte Rosa Wolf geb. Hanauer Jg. 1888 verzogen 1931 Holland interniert Westerbork deportiert 1943 Sobibor ermordet 9.7.1943                             | Stolperstein für Rosa Wolf geb. Hanauer             | |
| Schlachterstraße 12 ·                             | 13. Juni 2012  | Hier wohnte Siegfried Hanauer Jg. 1892 Flucht 1938 Belgien interniert Mechelen deportiert 1943 Auschwitz ermordet 17.1.1943                                   | Stolperstein für Siegfried Hanauer                  | |
| Schlachterstraße 12 ·                             | 13. Juni 2012  | Hier wohnte Siegmund Hanauer Jg. 1898 Flucht 1934 Holland interniert Westerbork deportiert 1943 Auschwitz ermordet 31.3.1944                                  | Stolperstein für Siegmund Hanauer                   | |
| Wilhelmstraße 21 ·                                | 13. Juni 2012  | Hier wohnte Arthur Herz Jg. 1890 Flucht 1939 Frankreich interniert Drancy deportiert 1943 Majdanek ermordet 1943                                              | Stolperstein Lingen Wilhelmstraße 21 Arthur Herz    | |
| Wilhelmstraße 21 ·                                | 13. Juni 2012  | Hier wohnte Joseph Herz Jg. 1878 Umzug Holland interniert Westerbork deportiert 1943 Auschwitz ermordet 1943                                                  | Stolperstein für Joseph Herz                        | |
| Wilhelmstraße 21 ·                                | 21. Apr. 2005  | Hier wohnte Clara Nathan geb. Herz Jg. 1881 deportiert 1942 Izbica ermordet 1942                                                                              | Stolperstein für Clara Nathan geb. Herz             | |
| Wilhelmstraße 21 ·                                | 21. Apr. 2005  | Hier wohnte Johanna Schwarzbach geb. Herz Jg. 1882 deportiert 1941 Riga ermordet 1944 Stutthof                                                                | Stolperstein für Johanna Schwarzbach geb. Herz      | |
| Wilhelmstraße 21 ·                                | 18. Sep. 2018  | Hier wohnte Meyer Herz Jg. 1876 deportiert 1942 Theresienstadt1942 Treblinka ermordet                                                                         |                                                     | Der Viehhändler Meyer Herz wurde am 28. August 1876 in Lingen geboren. Er wurde mit seiner Frau Clara, geborene Süskind, am 7. September 1942 von Kassel mit einem sogenannten „Altentransport“ nach Theresienstadt verschleppt und später in das Vernichtungslager Treblinka gebracht und dort ermordet. |
| Wilhelmstraße 45 ·                                | 21. Apr. 2005  | Hier wohnte Else Cohen geb. Magnus Jg. 1899 Flucht 1939 Belgien interniert Mechelen deportiert 1943 Auschwitz ermordet 2.8.1943                               | Stolperstein für Else Cohen geb. Magnus             | |
| Wilhelmstraße 45 ·                                | 21. Apr. 2005  | Hier wohnte Alfred Cohen Jg. 1925 Flucht 1939 Belgien interniert Mechelen deportiert 1943 Auschwitz ermordet 2.8.1943                                         | Stolperstein für Alfred Cohen                       | |
| Wilhelmstraße 45 ·                                | 21. Apr. 2005  | Hier wohnte Bernhard Cohen Jg. 1925 Flucht 1940 Belgien interniert Mechelen deportiert 1943 Auschwitz ermordet 2.8.1943                                       | Stolperstein für Bernhard Cohen                     | |
| Wilhelmstraße 45 ·                                | 21. Apr. 2005  | Hier wohnte Eduard Cohen Jg. 1923 Flucht 1939 Belgien interniert Mechelen deportiert 1943 Auschwitz ermordet 2.8.1943                                         | Stolperstein für Eduard Cohen                       | |
| Wilhelmstraße 45 ·                                | 21. Apr. 2005  | Hier wohnte Max Cohen Jg. 1895 Flucht 1938 Belgien interniert Mechelen deportiert 1943 Auschwitz ermordet 2.8.1943                                            | Stolperstein für Max Cohen                          | |